# Zeis

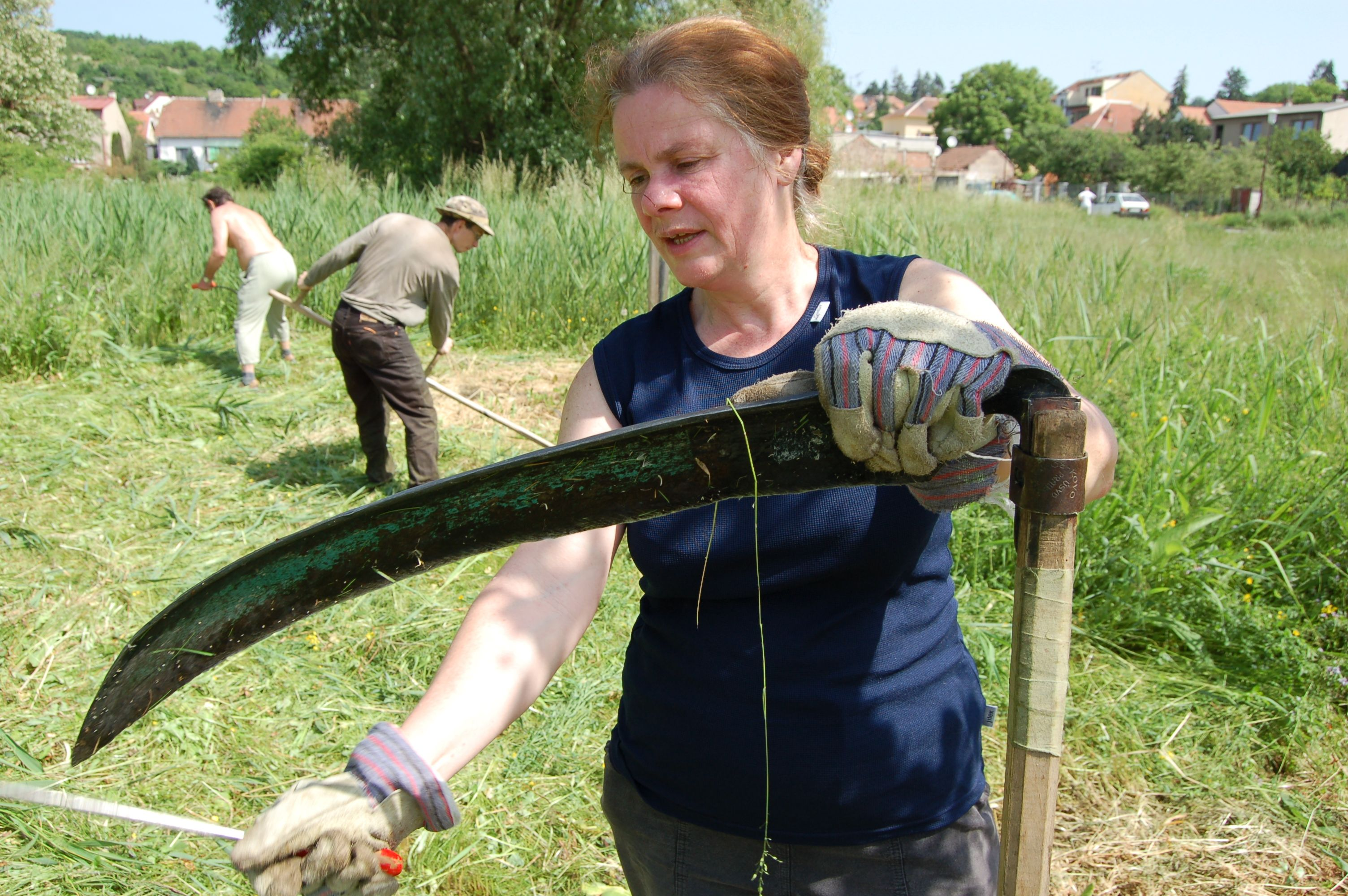
Zeis scherpen met strekel

Een zeis is een landbouwhandwerktuig om grassen, graan of ruigte te maaien. Het bestaat uit een lang, gebogen, stalen mes dat bevestigd is aan een lange houten of metalen steel met doorgaans twee handvatten. Een zeis met korte werft om granen te oogsten is een zicht.
Tijdens de La Tène-periode in Centraal-Europa ontwikkelde men uit de sikkel een werktuig met ijzeren lemmet om grassen te maaien. Tijdens de oudheid en middeleeuwen verbreidde het gebruik van de stalen zeis met lange steel zich over Europa. In de 16e eeuw concentreerde de productie zich in Oostenrijk en werd het smeedproces op punt gesteld. Aan het begin van de 19e eeuw ging men het werktuig ook gebruiken om granen te oogsten, wat tot dan steeds met de sikkel gebeurde. Later in de 19e eeuw begon de mechanisering en werd de zeis vervangen door gemotoriseerde machines. Sindsdien is de zeis nog slechts op kleine schaal in gebruik op het noordelijk halfrond, al kent het werktuig een beperkte heropleving eind 20e en begin 21e eeuw. Behalve als werktuig is de zeis ook gebruikt als gevechtswapen in boerenopstanden van de 16e tot de 20e eeuw.
De zeis is het traditionele attribuut van Magere Hein en andere personificaties van de Dood in het Westen.

## Geschiedenis

### Oudheid
De zeis ontstond in Centraal-Europa tijdens de IJzertijd als variant van de sikkel. Terwijl de sikkel een van de oudste en meest wijdverspreide gereedschappen is, is de zeis hooguit 2200 jaar oud.
In het Centraal-Europese neolithicum, toen er voor het eerst aan akkerbouw werd gedaan, kende men primitieve stenen sikkels. In de bronstijd en de vroege ijzertijd (Hallstattcultuur) verschenen in heel Europa bronzen sikkels met een typische sikkelvorm. Een mes vervaardigen uit brons was echter moeilijk; grotere stukken brons met voldoende veerkracht waren niet vanzelfsprekend. De eerste zeisbladen, die langer en breder waren dan sikkels, werden gemaakt van ijzer nadat de winning en bewerking van dat materiaal bekend was geraakt in Centraal-Europa. Men begon met de vervaardiging van zeisen tijdens de La Tène-periode, die geassocieerd wordt met de (Proto-)Kelten. De zeis werd ontwikkeld vanuit de nood om grasland te maaien en zo hooi te maken waarmee men het vee in de wintermaanden kon voeden. De zeis is daarmee het oudste werktuig speciaal ontworpen om grassen te oogsten; om granen te oogsten bleef men de sikkel gebruiken.
De oudste vondsten werden gemaakt in La Tène (Zwitserland) en Römhild (Duitsland) en dateren uit de 2e eeuw v.Chr. De gevonden zeisen vertonen grote onderlinge verschillen. De zeisbladen maten hoogstens 40 centimeter en de stelen waren met 75 à 84 centimeter betrekkelijk kort, wat doet vermoeden dat de maaier geknield werkte. Op al deze vlakken vertonen ze gelijkenissen met de latere Russische gorboesjka. Net zoals bij latere zeisen werd het blad met de steel verbonden door een U-vormige ring. Dat er, met name in Römhild, zoveel exemplaren zijn teruggevonden, wijst op wijdverspreid gebruik en professionele productie. Bij Sanzeno (Italië) werden bladen van verschillende types uit de 1e eeuw v.Chr. teruggevonden, waaronder een model dat sterk lijkt op een moderne zeis met versterkte rug. Latere vondsten, zoals die nabij Oxford (Engeland, 2e eeuw n.Chr.), Frankfurt an der Oder (Duitsland; 3e of 4e eeuw n.Chr.), Skarbimierz (Polen) en Moekatsjevo (Oekraïne), wijzen erop dat het werktuig was overgenomen door Germaanse volken. Ook Romeinen en Slaven leerden de zeis kennen. In zijn Naturalis historia (77 n.Chr.) schreef Plinius dat er twee types bestonden: de zware 'Gallische' zeis met lange steel en twee handgrepen en de korte 'Italiaanse' zeis, mogelijk een zicht. Al in de oudheid leek de zeis met lange steel het dominante type te worden. In de oudheid werd zowel niet-getemperd ijzer als al dan niet gehard staal gebruikt.

### Middeleeuwen

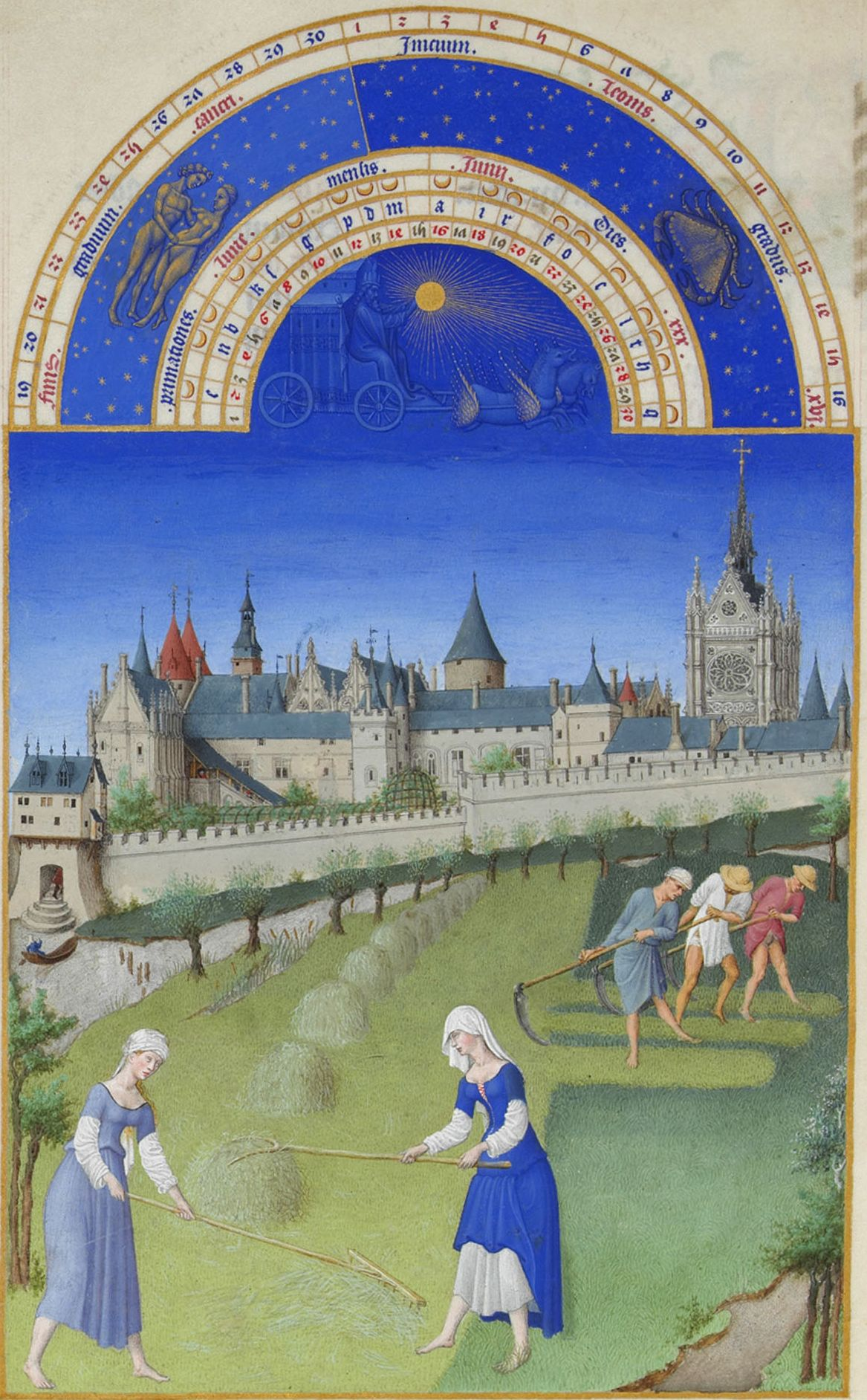
Boeren maaien het hooiland in rijen, boerinnen raken het hooi bijeen. Afbeelding bij de maand juni in Les Très Riches Heures du duc de Berry (15e eeuw).

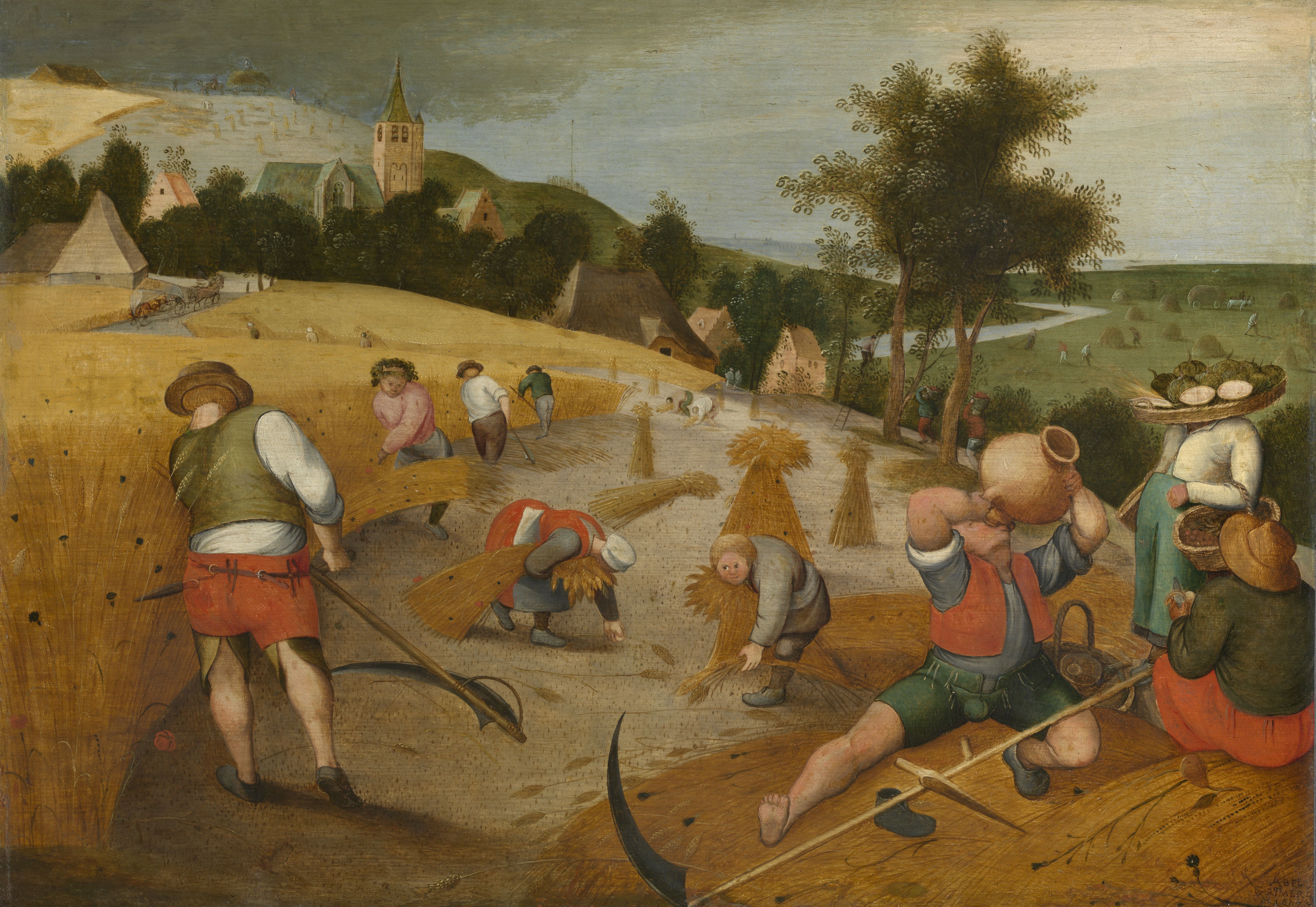
Graanoogst met de zeis door Abel Grimmer (1607)

Uit de vroege middeleeuwen zijn amper werktuigen overgeleverd, maar vermoed wordt dat de zeis in Midden-Europa ononderbroken in gebruik bleef na de Romeinse periode. Terwijl de metallurgie na de Germaanse volksverhuizingen verloren ging in het noorden, herontdekten de Germaanse volken de kunst opnieuw in de Alpen, waar nog Kelten woonden. Onder de Bajuwaren kwam er een felle uitbreiding van ijzerertswinning. In Gallië, waar veel grote landgoederen waren ten tijde van het Keizerrijk, won de zeis met lange steel aan belang doordat de vraag naar veevoer toenam en men efficiëntere manieren nodig had om de nieuwe weilanden te maaien. De zeis raakte langzaam ingeburgerd in de Karolingische periode om hooi te oogsten waarmee het vee in de winter gevoed kon worden. In Karel de Grotes landgoederenverordening (ca. 812) worden sikkels en zeisen vermeld, al gaat het om erg lage aantallen.
In een Oostenrijks manuscript (ca. 818), vermoedelijk naar Noord-Frans origineel, is een zeis met lange steel afgebeeld, in een Engels manuscript (midden 10e eeuw) maaien boeren gras met zeisen met lange steel en twee handgrepen. Daarna neemt het aantal afbeeldingen stelselmatig toe. Die beelden tonen een geleidelijke evolutie in de 12e en 13e eeuw in de vorm van het blad. Terwijl de baard van het zeisblad almaar breder wordt, komt de tang er zo goed als volledig van los te staan, met enkel de hiel als smal, getorst bevestigingspunt. Met deze verbetering viel het gemaaide gras vlotter neer.
In de loop van de middeleeuwen kreeg het werktuig een andere symbolische betekenis. Terwijl het voor de Romeinen, als landbouwhulpmiddel, nog stond voor vruchtbaarheid en de oogst (positieve invulling), werden zeis en sikkel nu meer met de dood geassocieerd. Deze associatie werd in de geesten gegrift door de in de 14e eeuw zo populaire dodendans-iconografie.

### 16e eeuw
De productie van zeisen in Europa onderging een ingrijpende verandering in de 16e eeuw.
In de late middeleeuwen nam de productie en handel van zeisen toe. De vraag vanuit Duitsland, Frankrijk, Bohemen en Polen bleef bijvoorbeeld toenemen. Historische bronnen wijzen uit dat er eind 15e en begin 16e eeuw gespecialiseerde zeissmidses waren in tal van Duitse steden. In zo'n smidse was een meester aan de slag met tot wel tien gezellen; uit Oostenrijks halffabricaat smeedden ze gezamenlijk – voornamelijk met spierkracht – tot 60 zeisbladen per dag.
Tezelfdertijd werden er in de Oostenrijkse bergdalen tal van nieuwe hamersmidses opgericht. De grote hamersmidsen uit de dalen rond Innerberg (Eisenerz) konden de vraag naar halffabricaat namelijk niet aan; bovendien waren de met waterkracht aangedreven hamers te zwaar voor fijn smeedwerk. In de nieuwe smidses werden de halffabrikaten uit de zware staalindustrie verwerkt tot fijner halffabricaat, waarmee zeissmeden in heel Europa aan de slag konden. Om hun aanvoer veilig te stellen, richtten verschillende zeissmeden zelf fijne hamersmidses op. Met deze werkwijze kon een typische zeissmidse nog steeds zo'n 60 bladen per dag opleveren, zij het met minder fysieke arbeid als input en gelijkmatigere zeisen als output.
Ook aangespoord door de sterke vraag, maakten messensmeden uit Steinbach an der Steyr de overstap naar zeisbladen smeden. Hun lucratieve handel in messen met Venetië was immers stilgevallen, nadat de Portugezen een zeeroute naar India hadden ontdekt. Overal in Oostenrijk doken nieuwe smidses op. In 1574 zag keizer Maximiliaan II erop toe dat de zeissmeden van Kirchdorf als eerste het staal van Innerberg aangeleverd kregen. In 1583 werd de productie van fijn halffabricaat voor zeisen door de zware industrie verboden, om zo de zeissmeden in Stiermarken te beschermen. Zonder dat halffabricaat konden de smidses in de steden buiten Oostenrijk, waar met de hand werd gesmeed, niet concurreren met de Stiermarkse zeisindustrie, die met minder inspanning betere bladen produceerde. Lokale zeissmidses verdwenen en de Oostenrijkse zeis deed zijn intrede in heel Europa.
Hoewel sommige auteurs wijzen op Ottomaanse invloeden om de doorbraak van de 16e-eeuwse Oostenrijkse zeisindustrie te verklaren, kan dat niet bevestigd worden door betrouwbare bronnen.

### 17e - 20e eeuw
De zeis raakte stelselmatig verder verbreid. In een van de uithoeken van Europa, Schotland, raakte het werktuig rond 1800 ingeburgerd om grasland te maaien. Rond de wisseling van de 18e naar de 19e eeuw werd het in grote delen van Europa gebruikelijk om granen te oogsten met de zeis, iets wat daarvoor bijna overal met de sikkel gebeurde; deze evolutie voltrok zich echter geleidelijk en niet compleet.
Vanaf de 19e eeuw werd de zeis grotendeels vervangen door machines, zoals de zwadmaaier en later de pikdorser. Het gebruik nam eerst af in de geïndustrialiseerde landen, waardoor een almaar kleiner aantal Europese producenten zich voornamelijk op de export moest richten. In 1889 telden Stiermarken, Neder- en Opper-Oostenrijk 69 zeissmederijen; in 1914 ging het om 29 smidses. In 1914 produceerden zij samen 33.600 messen per dag. Een aanzienlijk deel was bedoeld voor de export, met Rusland als grootste afnemer.
Tegen het midden van de 20e eeuw was de zeis verdwenen uit de Europese en Noord-Amerikaanse landbouw, die in grote mate geïndustrialiseerd was. Gebruik ervan beperkte zich tot het maaien van kanten in tuinen en op boerenhoven.
De zeis was nog op kleine schaal in gebruik, ook in delen van Azië, op plaatsen waar machines niet bij kunnen of als duurzaam alternatief.

### 21e eeuw
De zeis wordt nog op kleine schaal geproduceerd en gebruikt in extensieve landbouw en natuurbeheer. Twee nog actieve producenten van gesmede zeisbladen volgens traditioneel Oostenrijks vakmanschap zijn de firma Schröckenfux en de Italiaanse fabriek Falci. De Russische firma Arti produceert zeisen uit gewalst staal. Sinds het begin van de 21e eeuw bestaat er een wereldwijde gemeenschap van liefhebbers die het vakmanschap opnieuw populariseren. Van in 1998 tot zijn overlijden in 2018 was de Slovaaks-Canadese Peter Vido de internationale goeroe van zeisontwerp en -techniek. Door de inspanningen van Vido en anderen zijn er in de 21e eeuw lesgevers en verkopers actief in de meeste westerse landen en worden er opnieuw zeismaaicompetities georganiseerd.

## Beschrijving
Een zeis voor het maaien van graan heeft een licht gebogen metalen blad met een brede rug, eindigend in een punt, met een lengte van 70 tot 100 centimeter. Het mes of 'blad' staat haaks op een lange houten of holle metalen steel (of zeisboom) die in lengte varieert tussen 150 en 200 centimeter. De verbinding tussen steel en blad gebeurt door middel van een ring en een wig of een schroef, zodat de hoek gewijzigd kan worden en zodat het blad gemakkelijk afgenomen kan worden om het te haren of te vervoeren. De steel kan recht, licht S-vormig of zelfs Y-vormig zijn, zonder handvatten of met één of twee handvatten, die doorgaans verstelbaar zijn. De precieze plaats van de handvatten wordt bepaald door de lichaamsgrootte van de maaier.
Voor verschillende omstandigheden of te maaien vegetatie bestaan er diverse maaibladen: van circa 30 cm voor nauwkeurig maaien tot meer dan 60 cm voor grote vlakten. Ook bestaan er zware ruigtebladen waarmee ook verhoute planten kunnen worden gemaaid.
Bij traditionele graanzeisen bevindt zich onderaan de zeis, boven op het blad, soms een houten of metalen beugel of een rijfachtig houten raster. Daarmee werden de gemaaide halmen meteen bijeengehouden, zodat ze gemakkelijker waren in te binden.

## Gebruik

### Maaien

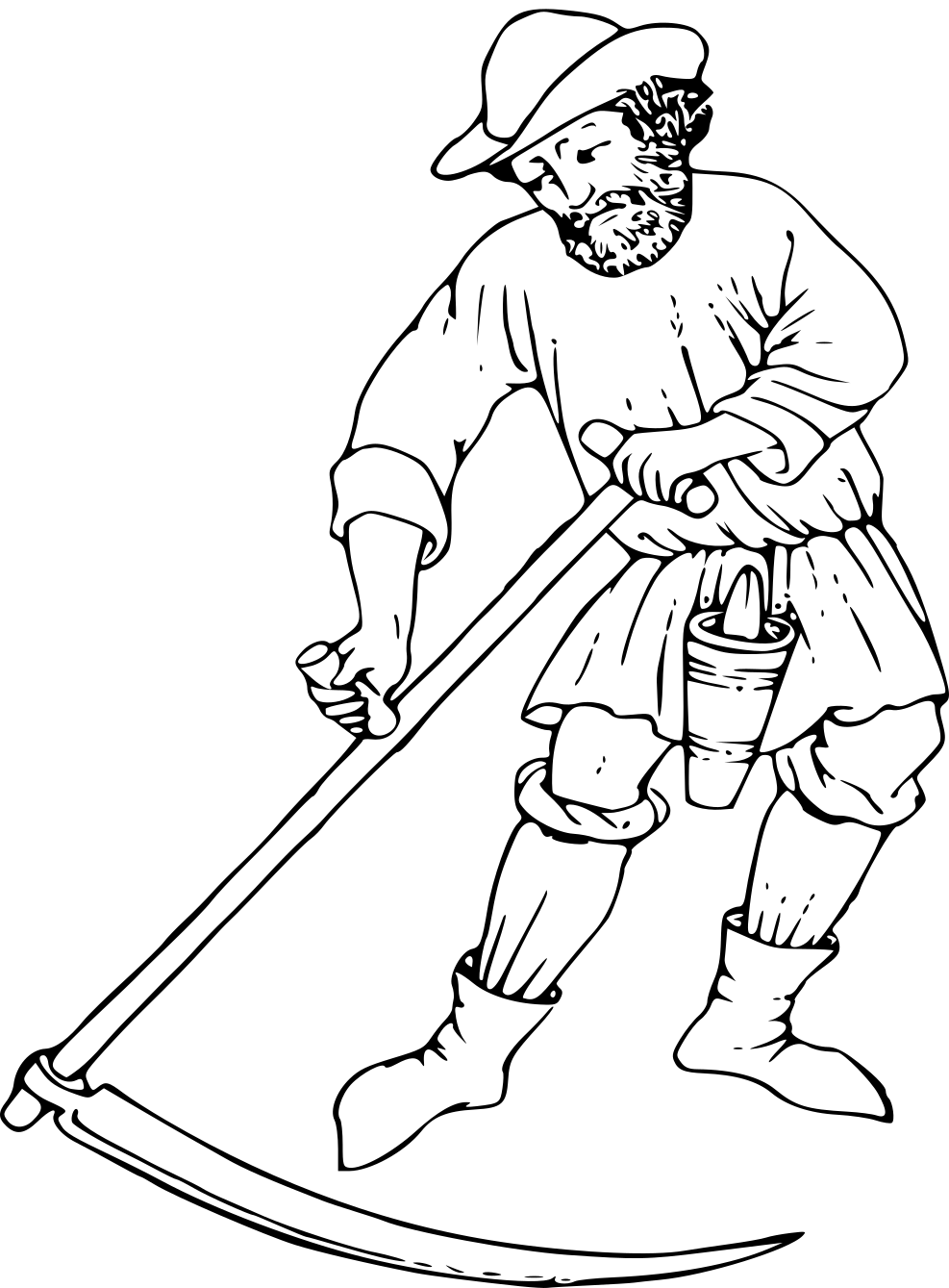
Maaier met zeis en wetsteen

De gebruiker staat lichtjes voorovergebogen met de benen geopend, de voeten op een lijn of de rechtervoet wat meer naar voren, en houdt de handvatten of de steel in beide handen vast. Het blad rust in de beginpositie op of net boven het maaiveld rechts van de maaier, met het mespunt op dezelfde lijn als de voeten. In een vloeiende maar niet te krachtige zwaai laat de maaier het zeisblad over de grond glijden in een boogvorm rond het eigen lichaam. De hoek tussen blad en steel eindigt links van de maaier en vormt daar een hoopje staande halmen. Vervolgens laat de maaier de zeis terugglijden naar de beginpositie, zet hij een kleine stap vooruit en hij herhaalt hij de maaibeweging. Eén snede en de hoeveelheid gemaaid gewas heet een zwad.
Sommige maaiers draaien tijdens het maaien met de heupen, anderen draaien louter met de schouders mee, wat minder belastend is voor de knieën. De armen en handen blijven steeds dicht bij de romp, tenzij de maaier – bijvoorbeeld in kampioenschappen – zo snel mogelijk zo veel mogelijk wil maaien. In dat laatste geval kan hij de voeten ook verder uit elkaar zetten, meer voorovergebukt staan en tijdens de zwaai zijn zwaartepunt verschuiven van het ene been naar het andere.
Maaien gebeurt traditioneel in groep. In een veelvoorkomende opstelling vertrekt de eerste maaier helemaal links op het perceel, waarna een tweede maaier rechts van hem begint, en een derde opnieuw rechts van hem, enzovoort, zodat zij trapsgewijs voortgang maken, nooit in elkaars werkgebied komen en hun maaibeweging niet hoeven te beginnen in de gemaaide halmen van een voorganger. Er zijn ook spiraalvormige opstellingen bekend.
Kanten of ruigteplanten zoals netels, distels, bramen, riet en zaailingen van bomen kan men maaien met een korter en sterker blad – een ruigteblad – en in kleinere halen.

### Scherpen

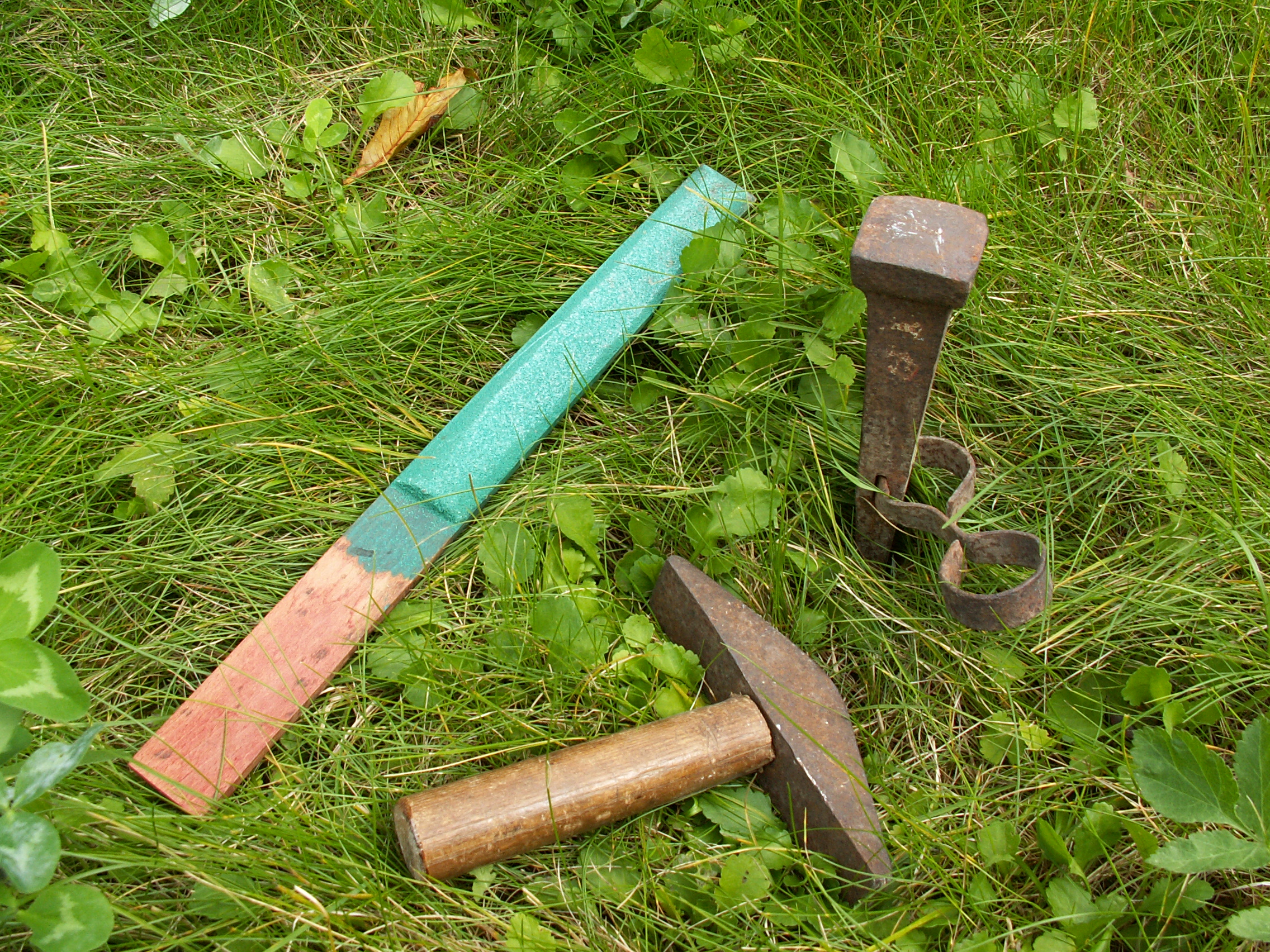
Haarhamer, haarspit en strekel

De zeis werkt het best als ze vlijmscherp is. Een botte lemmer dwingt om veel kracht te zetten, terwijl een maaier met een haarscherp mes haast moeiteloos te werk kan gaan.
Zachtstalen zeisbladen om gras te maaien worden voor het maaien gehaard en tijdens het maaien gewet.  Bij het haren wordt het lemmer met behulp van een speciaal aambeeld (haarspit) en een haarhamer scherp gemaakt. Er bestaan convexe veldaambeelden, die men in de grond slaat, en aambeelden die men op een houtblok kan bevestigen. Men plaatst het snijvlak van de zeis op het aambeeld en tikt erop met de haarhamer. De bot geworden snijrand wordt zo uitgerekt en opnieuw flinterdun gemaakt. Dit herhaalt men over de gehele lengte van het mes. De snijrand van een gehaarde zeis is zo dun dat als men er tegen duwt met de duimnagel of een stukje hout, de snijrand meebuigt. Haren is een specifieke handvaardigheid die enige ervaring vereist. In het veld was bij ploegen van maaiers vaak één persoon constant bezig met het haren van de zeisen.

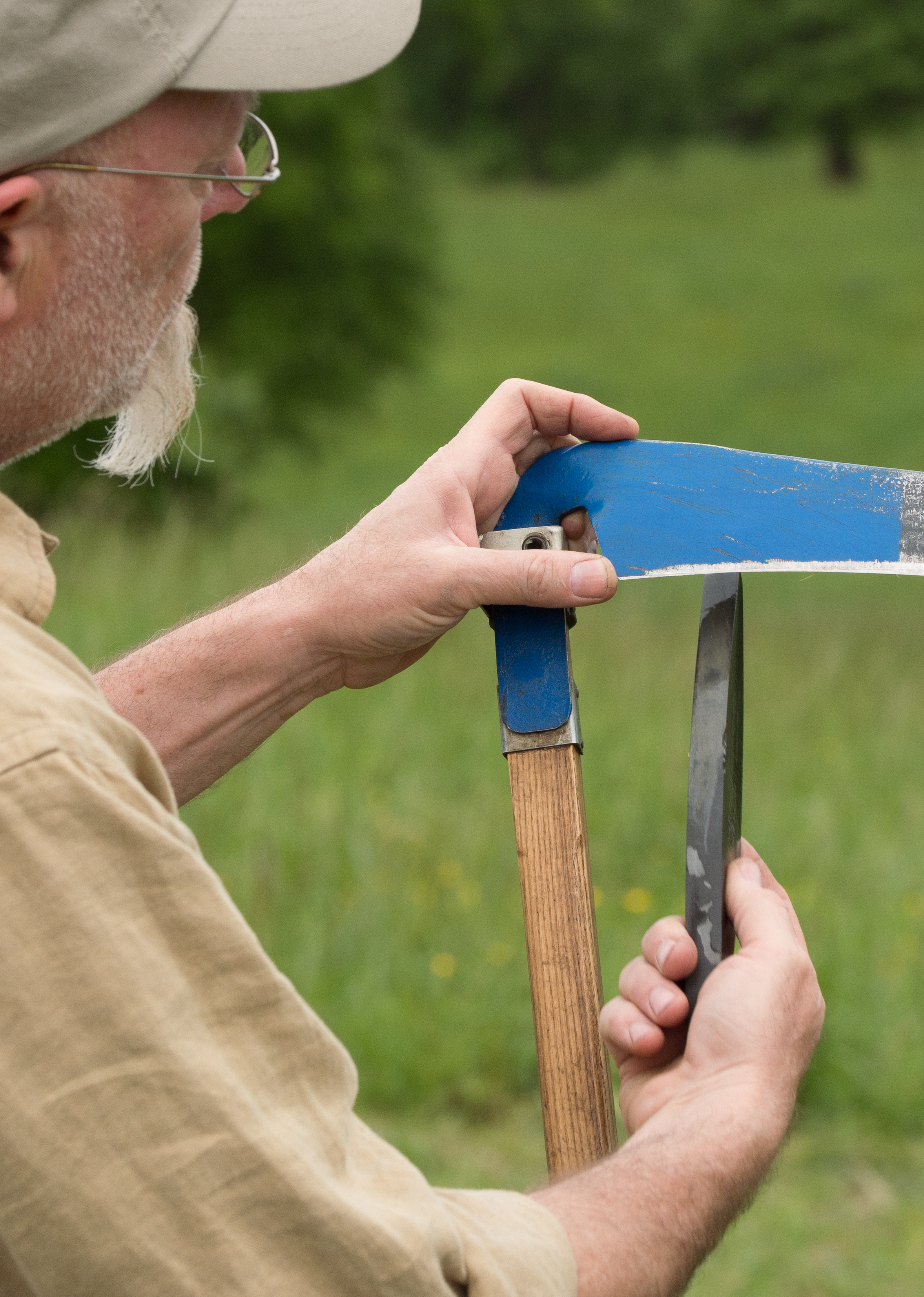
Een leraar demonstreert hoe men het blad met een natte wetsteen scherpt. Bij deze methode staat men rechtop, de onderkant van de zeis voor zich, en trekt men de wetsteen tegen het blad naar beneden. Vervolgens strijkt men de bovenkant glad.

Tijdens het maaien wordt het mes regelmatig gescherpt met een wetsteen of strekel om het scherp te houden. Eerst wordt het mes schoongeveegd met een doek of met een bundel versgemaaid gras. Een strekel beweegt men met lange zwaaiende bewegingen vanaf de breedste kant naar de punt. Een wetsteen, die vooraf wordt nat gemaakt of die nat wordt bewaard, plaatst men haaks op het mes op de bovenkant en trekt of duwt men vervolgens over het snijvlak, ofwel in een rechte beweging ofwel door de pols te draaien naar de mespunt toe. Die beweging herhaalt men van de breedste kant naar de punt. Vervolgens draait men het mes om en herhaalt men die beweging aan de onderkant – de bolle, glanzende zijde – maar dan zachter. Zo braamt men de snijrand af en zorgt men ervoor dat die niet naar onderen staat omgebogen. 
Dikkere, hardere bladen worden niet gehaard. Tijdens het maaien worden ze gewet met een ruwere wetsteen. Wanneer het mes bot wordt, kan het geslepen worden.

### Onderhoud
Behalve het scherpen, vergt een zeis weinig onderhoud. Om roest te voorkomen moet men het mes na gebruik schoonwrijven en kan men het inoliën met minerale olie. Beginnend roest kan men wegwerken met staalwol en door opnieuw in te oliën.
Een zeis veilig opbergen doet men doorgaans op een van twee manieren. Ofwel hangt men het mes hoog op, bijvoorbeeld aan een balk, zodat alleen de steel binnen handbereik is. Ofwel demonteert men de onderdelen en wikkelt men het mes in stof of steekt men het in een beschermhoes.

## Zeismaaien als sport

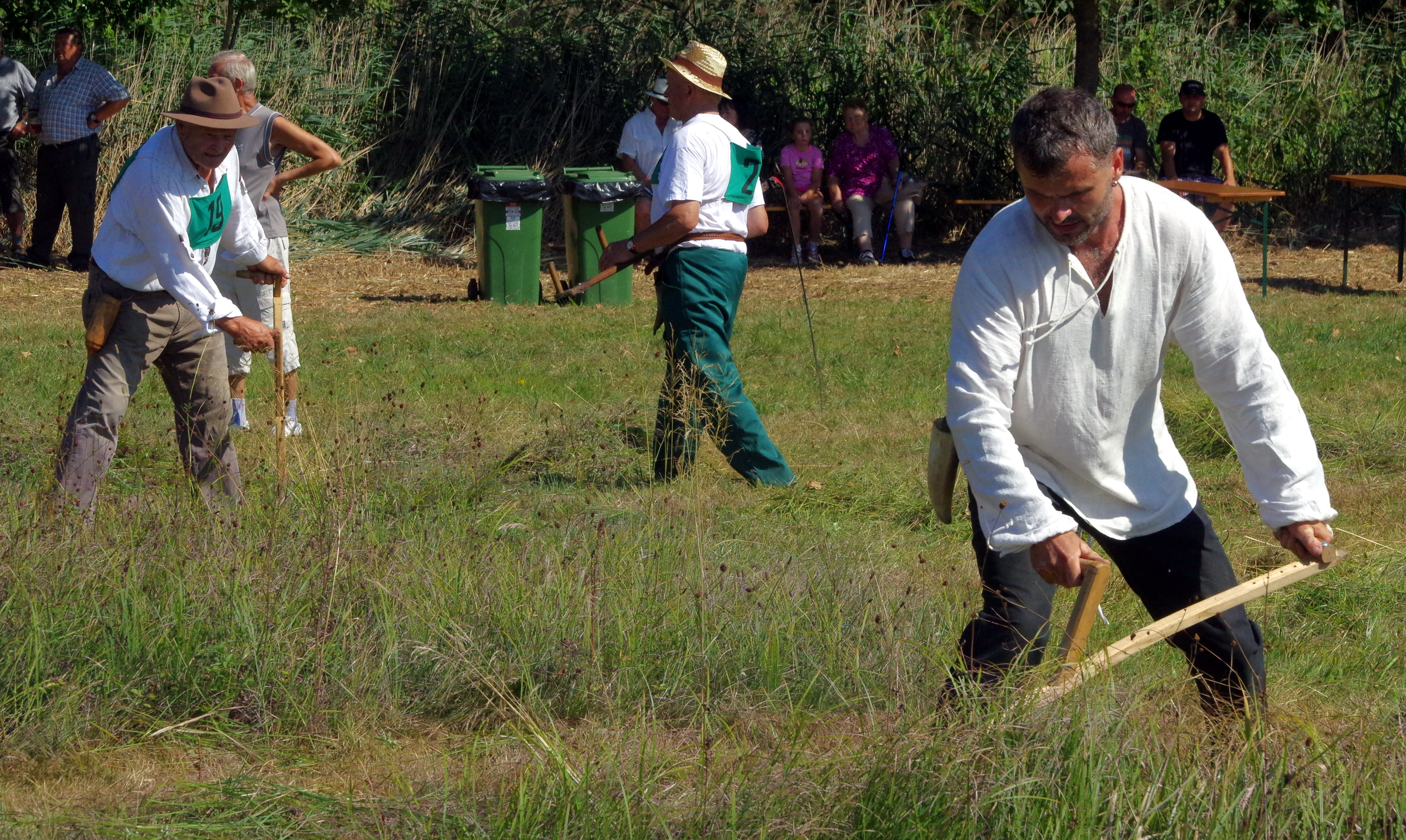
Deelnemers aan een zeiswedstrijd in Tsjechië

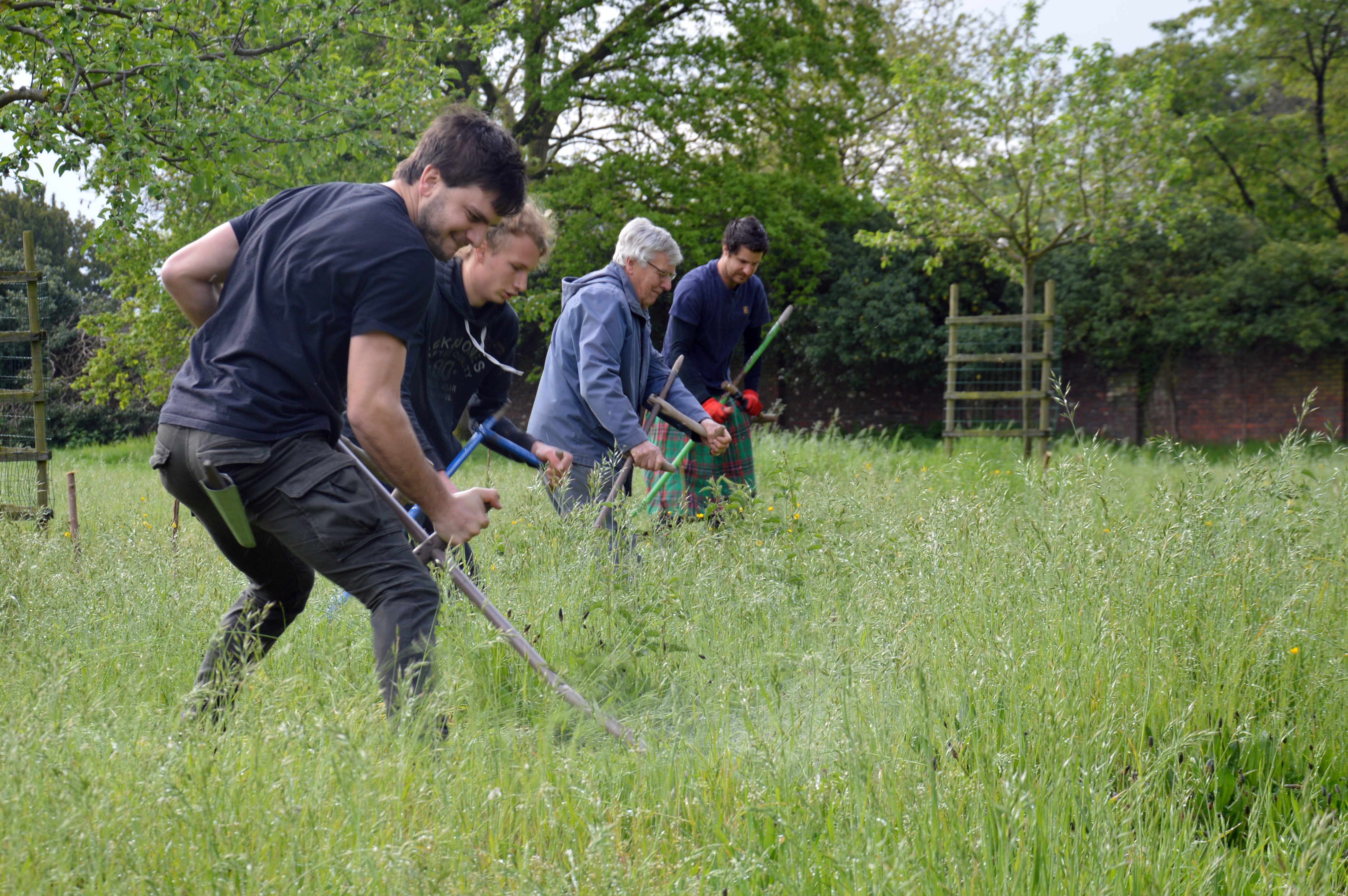
Maaiers op het Belgisch zeiskampioenschap 2021

Voor de teloorgang van de zeis als gemeengoed landbouwwerktuig was competitiemaaien een populair tijdverdrijf in landelijke gemeenschappen in Europa en Noord-Amerika. Bronnen wijzen uit dat er zeiswedstrijden plaatsvonden in de Verenigde Staten tot midden 19e eeuw. Segalaritza (zeismaaien) is een traditionele Baskische sport sinds zeker de jaren 1880.
Sinds de heropleving van maaien met de zeis eind 20e eeuw zijn er nieuwe wedstrijden bijgekomen. Het Poolse kampioenschap in nationaal park Biebrza wordt georganiseerd sinds 1998. Om de twee jaar vindt het Europees kampioenschap zeismaaien plaats in een ander land. In verschillende Europese landen bestaan er nationale competities.
In Nederland wordt tijdens de Flaeijelfeesten in Oude- en Nieuwehorne het Fries kampioenschap zeismaaien gehouden. In het Gelderse Wapenveld op de Veluwe wordt in september het "Wapenvelds kampioenschap zeismaaien" gehouden op Padd'ndag. De Nederlandse kampioenschappen zeismaaien vinden elk jaar plaats in het Nederlands Openluchtmuseum in Arnhem. Jaarlijks wordt tijdens de feestweek in Surhuizum (Friesland) het wereldkampioenschap zeisharen gehouden. In België werd in 2021 een eerste kampioenschap georganiseerd in Vlierbeek.

## Gebruik als wapen

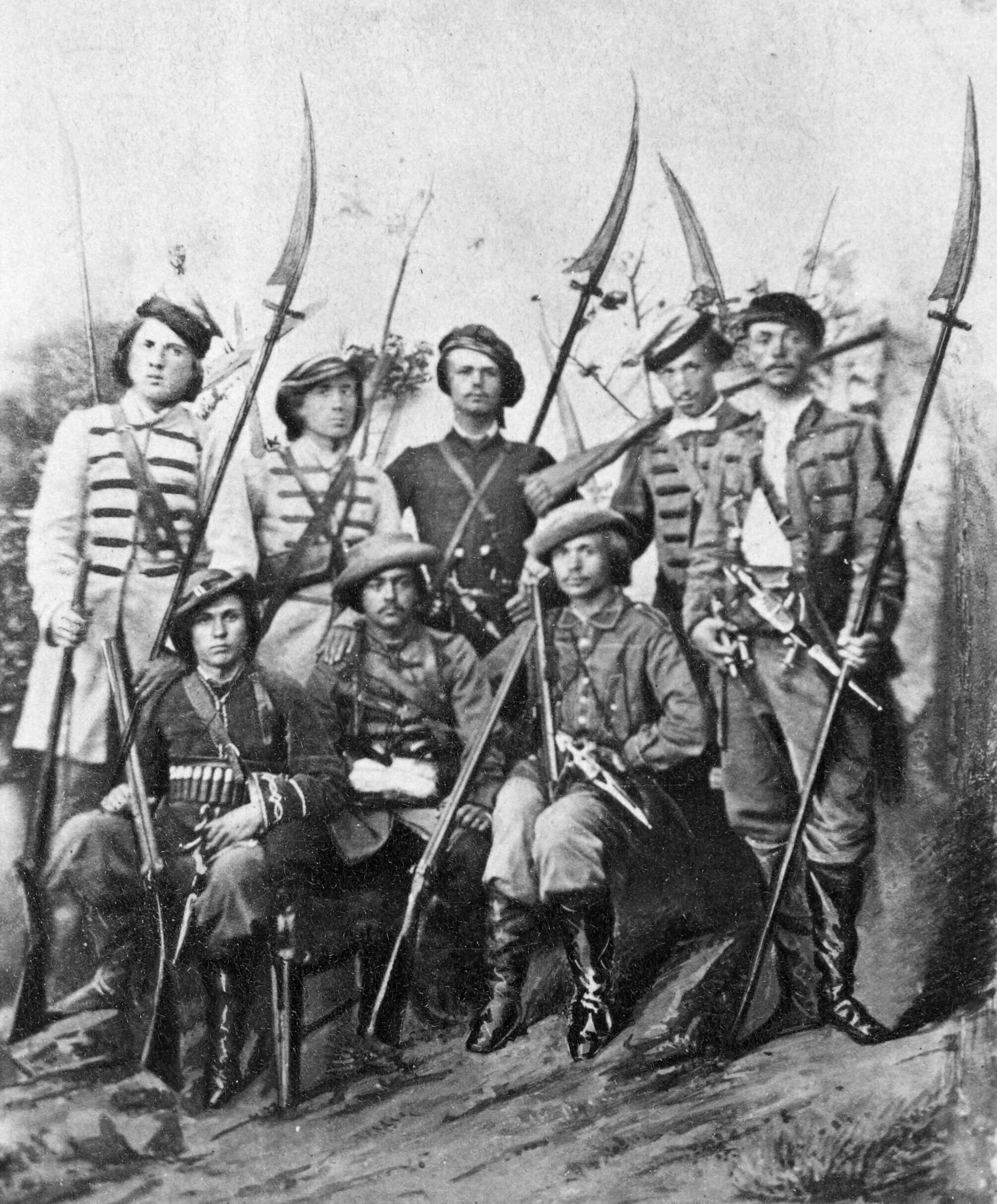
Poolse zeismannen tijdens de Januariopstand van 1863

In oorlogstijd, bij verzet en schermutselingen, bedienden boeren en andere plattelandsbewoners zich vaak van landbouwwerktuigen als gevechtswapens. Dat was niet anders bij de zeis. Van de 16e tot de 20e eeuw waren zeisen overal voorhanden. Het werktuig kon met een betrekkelijk kleine aanpassing gevechtsklaar gemaakt worden. Een onaangepaste zeis, met het mes in een scherpe hoek, is een onhandig wapen. Daarom werd het blad meestal anders gemonteerd: rechtopstaand op de steel.
'Oorlogszeisen' werden vanaf de 16e tot in de 20e eeuw relatief vaak gebruikt in continentaal Europa, en in mindere mate op de Britse Eilanden, in kolonies als India en in Noord-Amerika. Historici hebben op basis van overgeleverde teksten of beeltenissen achterhaald dat zeisen gebruikt werden bij tal van boerenopstanden, maar ook in oorlogen door milities. Nergens werd de oorlogszeis zo vaak gebruikt dan in Polen in de 18e en 19e eeuw, en nog een aantal maal begin 20e eeuw. Onder andere door het (uiteindelijk vergeefse) verzet in september 1939 van 2000 mannen gewapend met een zeis tegen de Duitse aanvaller, staan kosynierzy (zeismannen) symbool voor de Poolse soevereiniteit. Een oorlogszeis was doeltreffend in het bijzonder tegen cavalerie; een troep met oorlogszeisen kwam ook erg bedreigend over. Boeren of rebellen met oorlogszeisen waren echter zelden opgewassen tegen professionele troepen. Het wapen heeft dan ook zelden of nooit een beslissende rol gespeeld in een gevecht.
De zeis is een populair gevechtswapen in heel wat fantasygames, mogelijk door de associatie met Magere Hein en de dood. Het gaat echter zelden om een realistische landbouwzeis noch om een historisch accurate oorlogszeis, maar om een fantastische interpretatie van het wapen.

## Symboliek

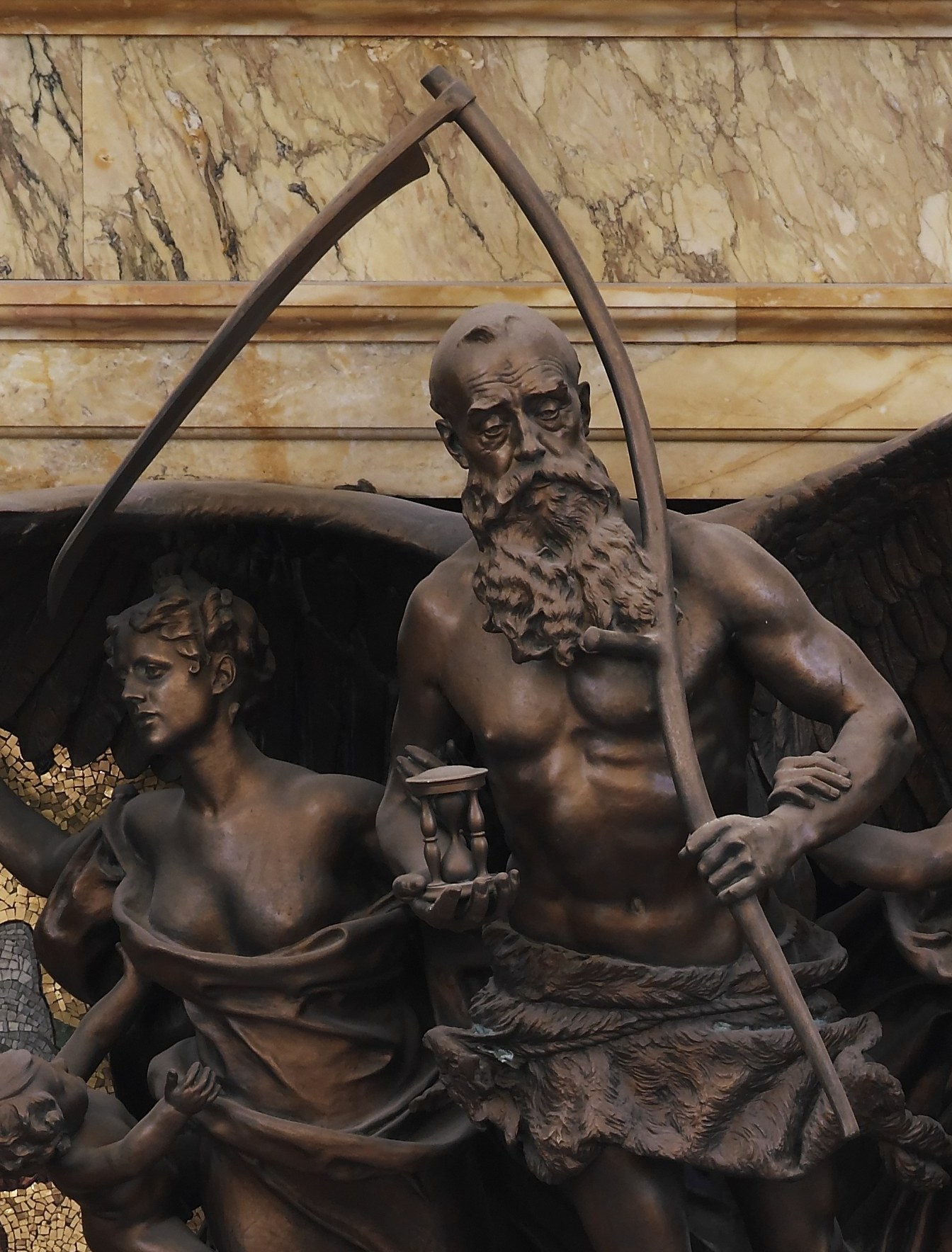
Vadertje Tijd met zeis en zandloper

In de symboliek heeft de figuur van de dood een zeis bij zich. Magere Hein wordt ook de 'de man met de zeis' genoemd. Magere Hein wordt behalve de Dood – in Vlaanderen Pietje de Dood of Heintje de Dood – in Nederland ook Maaijeman genoemd, een verwijzing naar zijn zeis. Sinds de renaissance dragen in de beeldende kunst ook de Griekse mythologische figuur Chronos en Vadertje Tijd een zeis.